# Pattisz
Pattisz (hebr. פטיש; oficjalna pisownia w ang. Patish) – moszaw położony w Samorządzie Regionu Merchawim, w Dystrykcie Południowym, w Izraelu.

## Położenie
Leży na pograniczu północno-zachodniej części pustyni Negew, w pobliżu miasta Ofakim.

## Historia
Moszaw został założony w 1950 przez imigrantów z Egiptu i Kurdystanu.

## Gospodarka
Gospodarka moszawu opiera się na intensywnym rolnictwie, hodowli bydła mlecznego i uprawach w szklarniach.